# Солець (Сьредський повіт)
Солець (пол. Solec) — село в Польщі, у гміні Кшикоси Сьредського повіту Великопольського воєводства.
Населення — 717 осіб (2011).
У 1975-1998 роках село належало до Познанського воєводства.

## Демографія
Демографічна структура станом на 31 березня 2011 року:
|          | Загалом | Допрацездатний вік | Працездатний вік | Постпрацездатний вік |
| -------- | ------- | ------------------ | ---------------- | -------------------- |
| Чоловіки | 345     | 82                 | 238              | 25                   |
| Жінки    | 372     | 82                 | 222              | 68                   |
| Разом    | 717     | 164                | 460              | 93                   |